# Koreas kommunistiska parti
Koreas Kommunistiska Parti var koreanskt kommunistiskt parti som grundades 1925 i Keijō (Seoul) och upplöstes formellt av Kommunistiska internationalen i december 1928. Partiet leddes av Kim Yong-bom och Pak Hon-yong.
Eftersom Koreas Kommunistiska Parti grundades när Korea var en japansk koloni var man tvungna att verka illegalt, då lagen för bevarandet av allmän ordning sedan 10 maj 1925 förbjöd alla kommunistiska, socialistiska och anarkistiska organisationer.
Under hela sin existens slets partiet av konflikter mellan olika fraktioner. Koreas Kommunistiska Parti anslöts till Kommunistiska internationalen vid dess sjätte kongress i augusti-september 1928, men upplöstes på dess order bara två månader senare på grund av de inre stridigheterna. 
Efter upplösningen av partiet levde partistrukturen kvar i form av oberoende lokalorganisationer och celler. Efter delningen av Korea började de delar av partiet som verkade i Sydkorea att beteckna sig som "Sydkoreas kommunistiska parti". 23 november 1946 slogs Sydkoreas Kommunistiska Parti ihop med Nya sydkoreanska folkpartiet och Sydkoreanska folkpartiet och bildade därmed Sydkoreas arbetarparti. 
I Nordkorea bildades 10 oktober (enligt Nordkoreanska uppgifter, 13 oktober enligt Sydkorea) "Koreas Kommunistiska Partis nordkoreabyrå". 29 juli 1946 höll Nya folkpartiets och Koreas Kommunistiska Partis nordkoreabyrås centralkommittéer ett gemensamt plenarmöte och beslöt att organisationerna skulle gå samman. 28 till 30 augusti höll man en gemensam konferens och bildade Koreas arbetarparti.